# Tungt kustrobotbatteri 90
Tungt kustrobotbatteri 90 är ett typförband i det svenska Kustartilleriet. I försvarsbeslutet 1987 planerades initialt för fyra nya kustrobotbatterier – Tungt kustrobotbatteri 90, beväpnade med Robot 15KA. Dessa planerades som en ersättning för tungt kustrobotbatteri 08, vilka var beväpnade med den föråldrade Robot 08. Senare reducerades beställningen till att endast omfatta ett batteri, till förmån för satsningar på ubåtarna av Västergötlandklass. Detta enda batteri ingick i Kustartilleriets krigsorganisation benämndes "1. tunga kustrobotbatteriet", och utbildades första gången 1995 vid Karlskrona kustartilleriregemente (KA 2). I samband med försvarsbeslutet 2000 utgick och upplöstes förbandet.
Under 2016 meddelade Försvarsmakten att markbaserad Robot 15KA ska återinföras i Försvarsmakten, som en del av sjöstridsflottiljerna initialt. Under 2016 provsköts systemet återigen. Systemet ska vidmakthållas till minst år 2025 fram till ett ersättningssystem har tagits fram.
I december 2024 beställde FMV en modernisering av Kustrobot systemet av Saab. Detta inkluderar nya robotar av Robot 15, modell Mk3.

## Organisation
Ett tungt kustrobotbatteri 90 bestod av följande:
- 1x Stab
  - En mindre stab med sambandspersonal och tekniker. Det fanns även två robotledare som skulle befinna sig hos milobefälhavare för att kunna ge beslutsstöd för insats av kustrobot.
- 2x Batterieldledningspluton
  - Batterieldledningsplutonerna kontrollerade varsin robotpluton och planerade anflygningsvägen för robotarna mot önskade mål utifrån uppgifter från både batteriets egna spaningsresurser och externa resurser.
- 2x Robotpluton
  - 6x robotgrupp, med vardera en robotbil (totalt sex robotbilar). Varje bil lastade fyra RBS 15M3 i robottuber. Totalt förfogade kustrobotbatteriet över 24 sjömålsrobotar i en omgång.
- 1x Mätpluton
  - Plutonen var delad i två mätavdelningar som förfogade över vardera en spaningsradar PS-902 som är en PS-90 modifierad för att vara optimerad mot sjömål. PS-902 var byggd på två Tgb 45. Måldata överfördes antingen via radio eller tråd. Trots dessa egna resurser för inmätning av sjömål så prioriterades extern måldata i första hand för att inte röja förbandet.
- 1x Närskyddspluton
- 1x Trosspluton